# Ken Corrock
Ken Corrock (1949) è un ex sciatore alpino statunitense.

## Biografia
Sciatore polivalente originario di Ketchum e fratello di Anne e Susie, a loro volta sciatrici alpine, Ken Corrock in Coppa del Mondo esordì il 21 marzo 1969 a Waterville Valley in slalom gigante, senza completare la gara, ottenne il primo piazzamento il 20 dicembre 1969 a Lienz nella medesima specialità (40º), conquistò il miglior risultato il 19 febbraio 1972 a Banff in slalom speciale (19º) e prese per l'ultima volta il via il 26 febbraio seguente a Crystal Mountain in discesa libera (31º); non prese parte a rassegne olimpiche o iridate e dopo il ritirò partecipò al circuito professionistico nordamericano (Pro Tour).

## Palmarès

### Can-Am Cup
- Miglior piazzamento in classifica generale: 4º nel 1972[7]